# Ala I Hispanorum Auriana

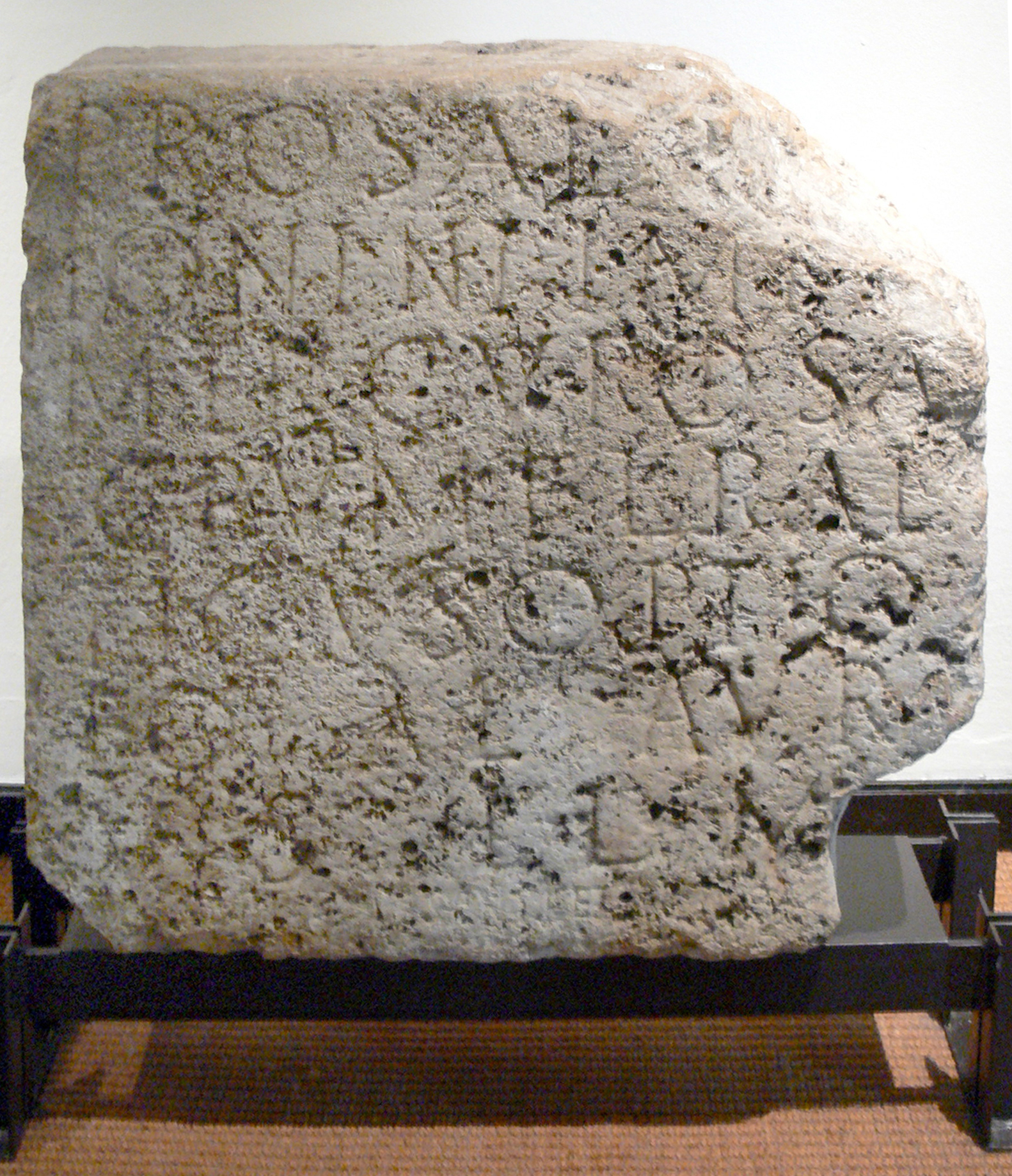
Der Weihaltar für Merkur des Flavius Raeticus, gefunden in Weißenburg

Die Ala I Hispanorum Auriana (deutsch 1. Ala der Hispanier des Aurius) war eine römische Auxiliareinheit. Sie ist durch Militärdiplome, Inschriften und Ziegelstempel belegt. In drei Inschriften kommen die Varianten Ala Hispanorum Auriana, Ala Aureana Hispanorum I und Ala Hispanorum I Auriana vor. In zwei Inschriften wird sie als Ala Auriana I bzw. Ala I Auriana bezeichnet, in einer weiteren Inschrift als Ala Aureana und in einigen anderen Inschriften als Ala Auriana.

## Namensbestandteile

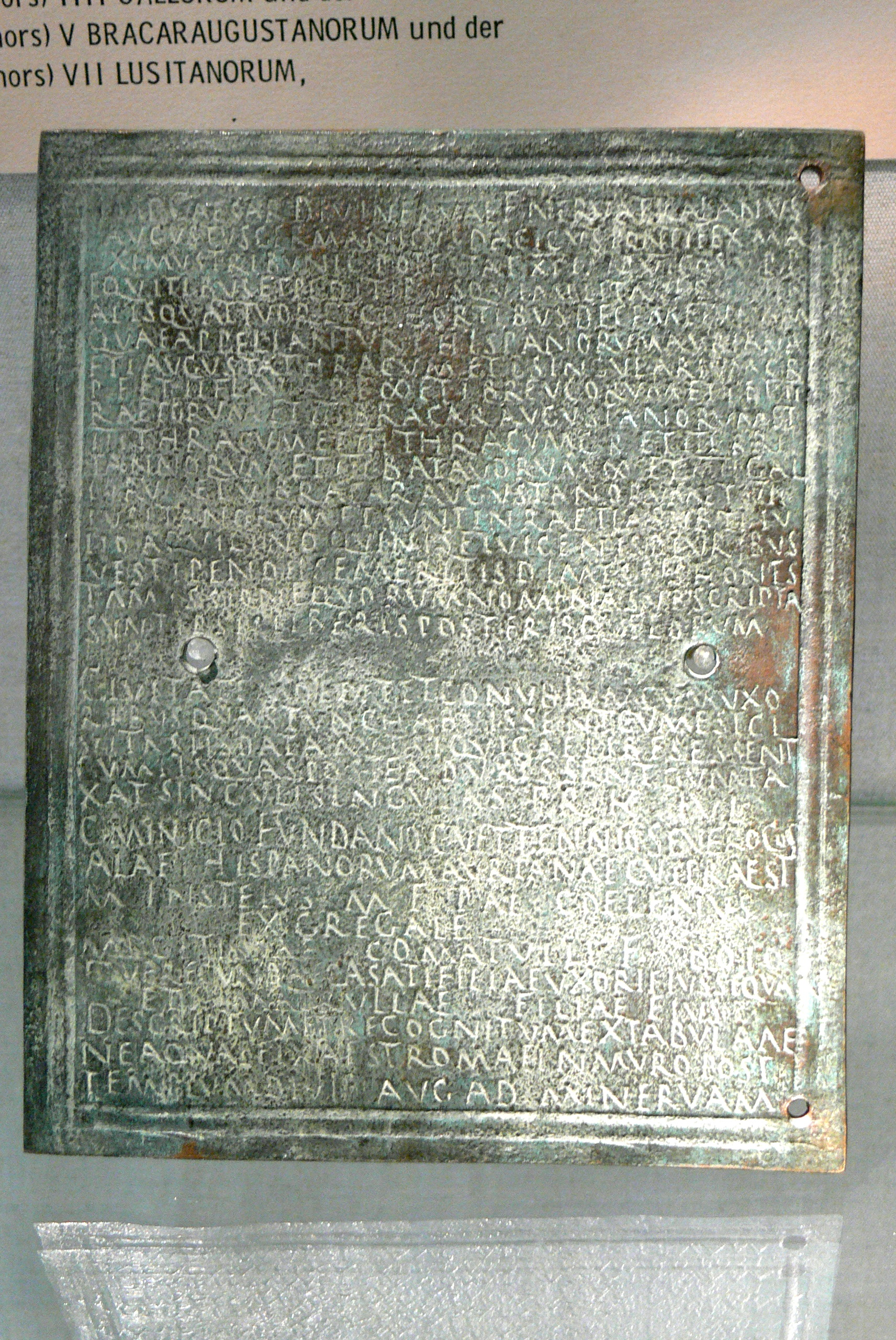
Das Militärdiplom des Mogetissa vom 30. Juni 107 n. Chr.

- Ala: Die Ala war eine Reitereinheit der Auxiliartruppen in der römischen Armee.
- I: Die römische Zahl steht für die Ordnungszahl die erste (lateinisch prima). Daher wird der Name dieser Militäreinheit als Ala prima .. ausgesprochen.
- Hispanorum: der Hispanier. Die Soldaten der Ala wurden bei Aufstellung der Einheit aus den verschiedenen Stämmen der Hispanier auf dem Gebiet der römischen Provinz Hispania Tarraconensis rekrutiert.
- Auriana bzw. Aureana: des Aurius. Einer der ersten Kommandeure war vermutlich ein ansonsten unbekannter Aurius, nach dem die Ala benannt wurde. Als alternative Erklärung für den Namen wird der Mons Aureus in der Provinz Pannonia genannt.[A 1]

Da es keine Hinweise auf den Namenszusatz milliaria (1000 Mann) gibt, war die Einheit eine Ala quingenaria. Die Sollstärke der Ala lag bei 480 Mann, bestehend aus 16 Turmae mit jeweils 30 Reitern.

## Geschichte
Die Ala war in den Provinzen Illyricum, Noricum und Raetia stationiert. Sie ist auf Militärdiplomen für die Jahre 61 bis 159/160 n. Chr. aufgeführt.
Die Einheit wurde vermutlich unter Augustus aufgestellt. Während seiner Regierungszeit wurde sie möglicherweise im Rheinland stationiert. Vermutlich unter Tiberius (14–37) oder Claudius (41–54) wurde die Ala an die Donau bei Aquincum verlegt. Durch ein Diplom ist sie erstmals 61 in Illyricum nachgewiesen. In dem Diplom wird die Ala als Teil der Truppen aufgeführt, die in der Provinz stationiert waren.
Durch die Historiae (Buch III, Kapitel 5) von Tacitus ist belegt, dass die Ala Auriana um 69/70 Teil einer Truppe aus mehreren Auxiliareinheiten war, die unter der Leitung von Publius Sextilius Felix, dem Statthalter von Noricum, die Grenze der Provinz Noricum zur Provinz Raetia am Fluss Inn während der Wirren des Vierkaiserjahrs für den späteren Kaiser Vespasian (69–79) sichern sollte. Danach verblieb die Einheit entweder in Noricum oder kehrte nach Illyricum (bzw. Pannonia) zurück.
Zu einem unbestimmten Zeitpunkt wurde die Einheit in die Provinz Raetia verlegt, wo sie erstmals durch ein Diplom nachgewiesen ist, das auf 86 datiert ist. In dem Diplom wird die Ala als Teil der Truppen (siehe Römische Streitkräfte in Raetia) aufgeführt, die in der Provinz stationiert waren. Weitere Diplome, die auf 107 bis 159/160 datiert sind, belegen die Einheit in derselben Provinz.
Möglicherweise nahm die Ala am Partherkrieg des Lucius Verus um 161/166 und danach an den Markomannenkriegen von Mark Aurel (161–180) teil.
Aus dem 3. Jahrhundert liegen dann wieder Belege für die Präsenz der Truppe in Weißenburg vor. Ihr genaues Ende ist nicht bekannt; es ist aber anzunehmen, dass sie zu den raetischen Truppen gehörte, die mit dem gerade zum Kaiser ausgerufenen Statthalter von Raetia, Valerian zum Kampf um den Thron nach Italien zogen und die später an den Feldzügen des neuen Herrschers gegen das Sassanidenreich teilnahmen. Dort könnte etwa die vernichtende Niederlage der Römer in der Schlacht von Edessa die Vernichtung der Ala I Hispanorum Auriana bedeutet haben.

## Standorte
Standorte der Ala in Noricum, Pannonia und Raetia waren möglicherweise:
| - Aquincum (Budapest): zwei Inschriften wurden hier gefunden. - Augustianis (Traismauer): siehe Abschnitt Garnison. - Biriciana (Weißenburg in Bayern): das Kastell wurde vermutlich um 106/117 durch die Ala errichtet. Zwei Inschriften, das Diplom des Mogetissa sowie ein Ziegel mit dem Stempel der Einheit wurden hier gefunden. | - Celeusum (Pförring): eine Inschrift wurde hier gefunden. - Submuntorium (Burghöfe): eine Inschrift wurde hier gefunden. - Kastell Unterkirchberg (Illerkirchberg): möglicherweise nahm die Ala um 80 einen Umbau des Kastells vor und war dann für einige Jahre hier stationiert. |

Ein Ziegel mit dem Stempel der Einheit wurde in Regensburg gefunden.
Vermutlich stand die Ala zunächst in dem Kastell Burghöfe an der Donaugrenze. Bei der Vorverlegung der Grenze an den Obergermanisch-Raetischen Limes verließ sie dieses und besetzte fortan das weiter nördlich gelegene Kastell Weißenburg. Dort scheint sie bis ins mittlere 3. Jahrhundert geblieben zu sein.

## Angehörige der Ala
Folgende Angehörige der Ala sind bekannt:

### Kommandeure
| - [?], ein Präfekt (CIL 9, 738) - [?], ein Präfekt (IBR 00324a) - [] Bassus: er wird auf dem Diplom von 122/157 als Kommandeur genannt. - Gaius Iulius Ianuarius, ein Präfekt - Lucius Domitius Severus, ein Präfekt | - Marcus Insteius Coelenus: er wird auf dem Diplom von 107 als Kommandeur genannt. - M(arcus) P[]ius Regius, ein Präfekt (Wagner-02, 00088) - M(arcus) Scandilius Fabatus, ein Präfekt (AE 1978, 583) - Publius Valerius Priscus, ein Präfekt. - Sextus Graesius Severus: er wird auf einem Diplom von 157 als Kommandeur genannt. |

### Sonstige
| - [?], ein Soldat: das Diplom von 122/157 wurde für ihn ausgestellt. - [?], ein Veteran (CIL 3, 14348,1) - [] Iul(ius) Pintam[us], ein Decurio (AE 1972, 359) - Asper, ein Reiter (AE 1997, 1261) - C(aius) Oppius Varus, ein Reiter (CIL 3, 12347) - Calventius Catullinus, ein Duplicarius (Denkm 00258) - Candidianus, ein Soldat (CIL 3, 11749) - Cl(audius) Romanus, ein Duplicarius (CIL 3, 5899) - Disapho, ein Soldat: eines der Diplome von 157 (RMM 00038) wurde für ihn ausgestellt. - Firmus, ein Reiter (AE 1993, 1234) - Fl(avius) Primus, ein Curator (IBR 00321) - Fl(avius) Raeticus, ein Optio (CIL 3, 11911) | - Gem(ellus), ein Decurio (AE 1993, 1235) - Iustinus, ein Reiter (AE 1993, 1235) - Martianus, ein Decurio (CIL 3, 5925) - Maximinus, ein Decurio (IBR 00321) - Mogetissa, ein Soldat: das Diplom von 107 wurde für ihn ausgestellt. - Prim(ius) Saturninus, ein ehemaliger Decurio (IBR 00264) - Reginus, ein Sesquiplicarius (CIL 3, 14349,08); der Grabstein wurde durch seinen Bruder Receptus, einen Sesquiplicarius der Ala II Asturum errichtet. - Saltuinus, ein Reiter (AE 1993, 1235) - Sil(vanus), ein Decurio (AE 1993, 1235) - Vin(dex), ein Decurio (AE 1993, 1234) - Victor, ein Curator (CIL 3, 5925) |

## Anmerkungen

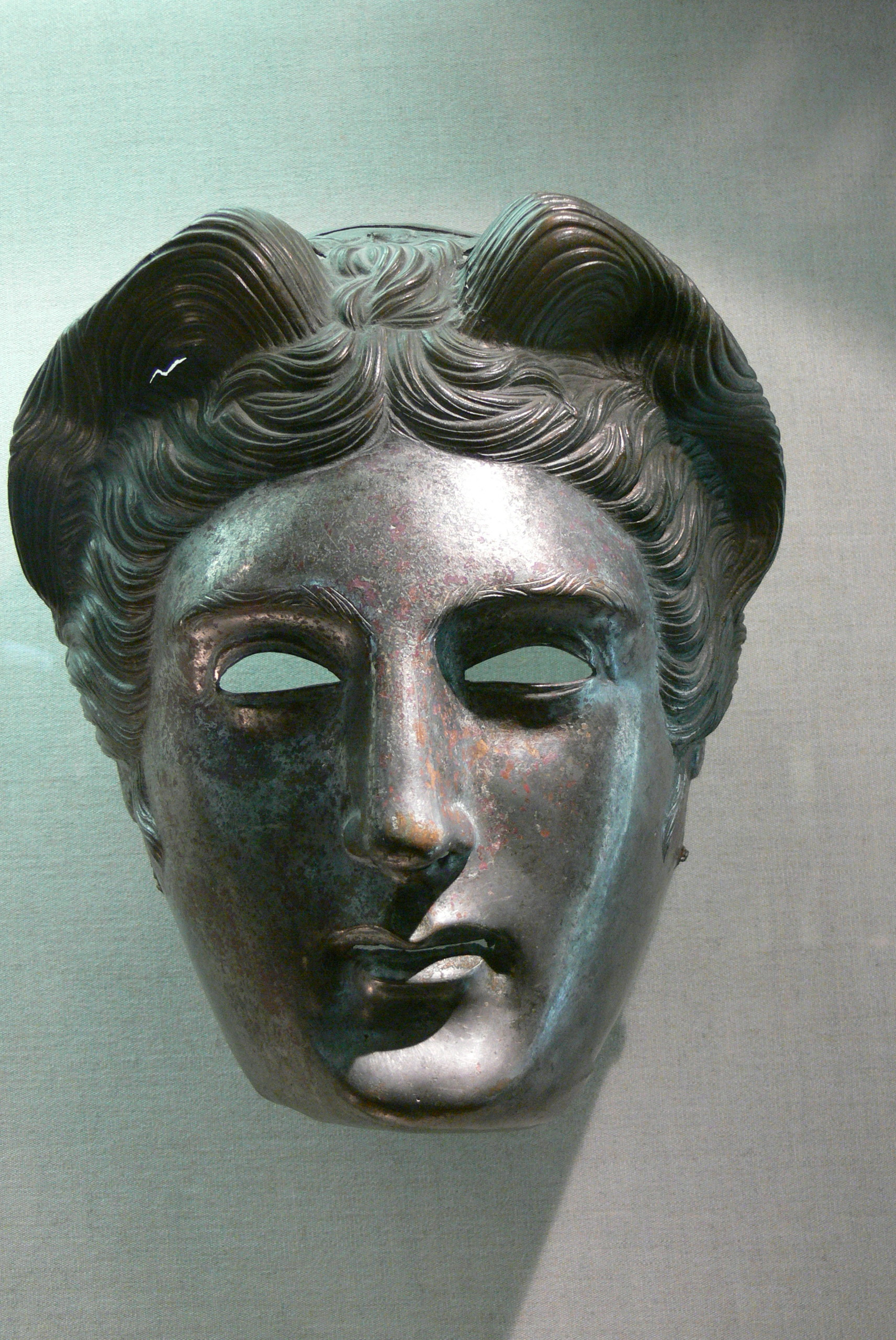
Die Gesichtsmaske des Reiters Firmus